# Riverside Stadium
Das Riverside Stadium ist ein Fußballstadion in der englischen Stadt Middlesbrough, North Yorkshire. Es ist die Heimspielstätte des Fußballvereins FC Middlesbrough, welcher auch der Besitzer ist.

## Geschichte
Die Bauarbeiten für das neue Stadion begannen 1994 und dauerten 32 Wochen. Zur Saison 1995/96 erfolgte dann der Umzug vom Ayresome Park, in dem Boro seit 1903 seine Heimspiele ausgetragen hatte, ins Riverside Stadium. Die neue Sportstätte von Middlesbrough war das erste größere Stadion in England, das nach den Vorgaben des Taylor Reports entstand.

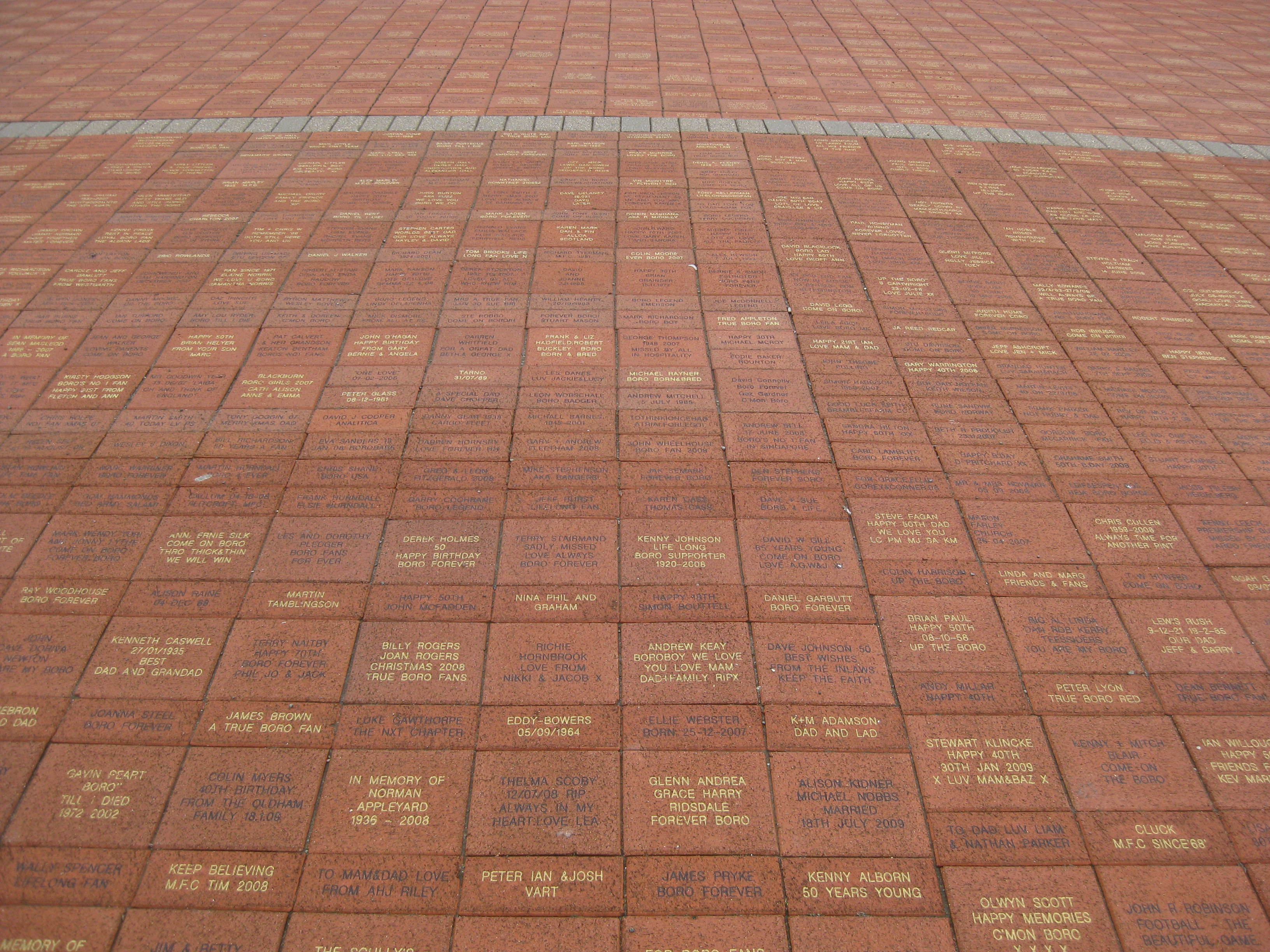
Die Borobrick Road vor dem Riverside Stadium

Die erste Partie fand zur Einweihung am 26. August 1995 statt. Der FC Middlesbrough traf auf den FC Chelsea, und Boro entschied die Partie vor 28.286 Zuschauern mit 2:0 für sich. Das erste Tor im Stadion erzielte Craig Hignett. Zu Beginn trug die Sportstätte den Sponsorennamen BT Cellnet Riverside Stadium, der Vertrag über zehn Jahre bis 2005 wurde aber vorzeitig zum Ende der Saison 2001/02 aufgelöst.
1998 wurde der Bau durch den Ausbau zweier Stadionecken um 5.000 Sitzplätze erweitert; die Kosten für die Erweiterung beliefen sich auf 5 Mio. £. Die aktuelle Kapazität beträgt 34.742 Sitzplätze.
Im Jahr 2005 wurden die alten Eingangstore des Ayresome Parks seitens des Clubs als Erinnerung an vergangene Zeiten vor dem Riverside Stadium wieder aufgestellt und dienen jetzt als Eingangstore zum neuen Stadion. Vor dem Stadion wurden die Statuen von George Hardwick, der 13 Jahre bei Middlesbrough spielte, und Wilf Mannion, 18 Jahre im Team der Boros, aufgestellt. Ebenfalls vor dem Stadion liegt auch die Borobrick Road. Mit einer Spende kann man sich mit einem Stein mit Namen auf ihr verewigen.

## Länderspiele
Bisher spielte die englische Fußballnationalmannschaft ein Mal im neuen Stadion in Middlesbrough.
- 11. Juni 2003:  England –  Slowakei 2:1 (Qualifikation zur Fußball-EM 2004)

## U-21-Länderspiele
Die englische U-21-Fußballnationalmannschaft spielte fünf Mal im Riverside Stadium.
- 31. August 2000:  England –  Georgien 6:1 (Freundschaftsspiel)
- 4. September 2001:  England –  Albanien 5:0 (Qualifikation zur U-21-Fußball-EM 2002)
- 7. August 2004:  England –  Ukraine 3:1 (Freundschaftsspiel)
- 29. März 2005:  England –  Aserbaidschan 2:0 (Qualifikation zur U-21-Fußball-EM 2006)
- 29. Februar 2012:  England –  Belgien 4:0 (Qualifikation zur U-21-Fußball-EM 2013)

## Rekorde
- Besucherrekord: 35.000, England – Slowakei, 11. Juni 2003, (Qualifikation EM 2004)[3]
- Besucherrekord bei einem Spiel des FC Middlesbrough: 34.386, FC Middlesbrough – Norwich City, 28. Dezember 2004, (Premier League 2004/05)
- Besucherrekord im früheren Ayresome Park: 53.536, FC Middlesbrough – Newcastle United, 27. Dezember 1949, (First Division 1949/50)

## Durchschnittliche Zuschauerzahlen
- 2002/03: 31.025 (Premier League)
- 2003/04: 30.398 (Premier League)
- 2004/05: 32.012 (Premier League)
- 2005/06: 28.463 (Premier League)
- 2006/07: 26.092 (Premier League)
- 2007/08: 26.657 (Premier League)
- 2008/09: 28.428 (Premier League)
- 2009/10: 19.948 (Football League Championship)
- 2010/11: 16.312 (Football League Championship)
- 2011/12: 17.557 (Football League Championship)
- 2012/13: 16.794 (Football League Championship)
- 2013/14: 15.748 (Football League Championship)
- 2014/15: 22.754 (Football League Championship)
- 2015/16: 24.626 (Football League Championship)
- 2016/17: 30.449 (Premier League)
- 2017/18: 25.697 (Football League Championship)
- 2018/19: 23.217 (Football League Championship)
- 2019/20: 19.933 (Football League Championship)[3]

## Galerie

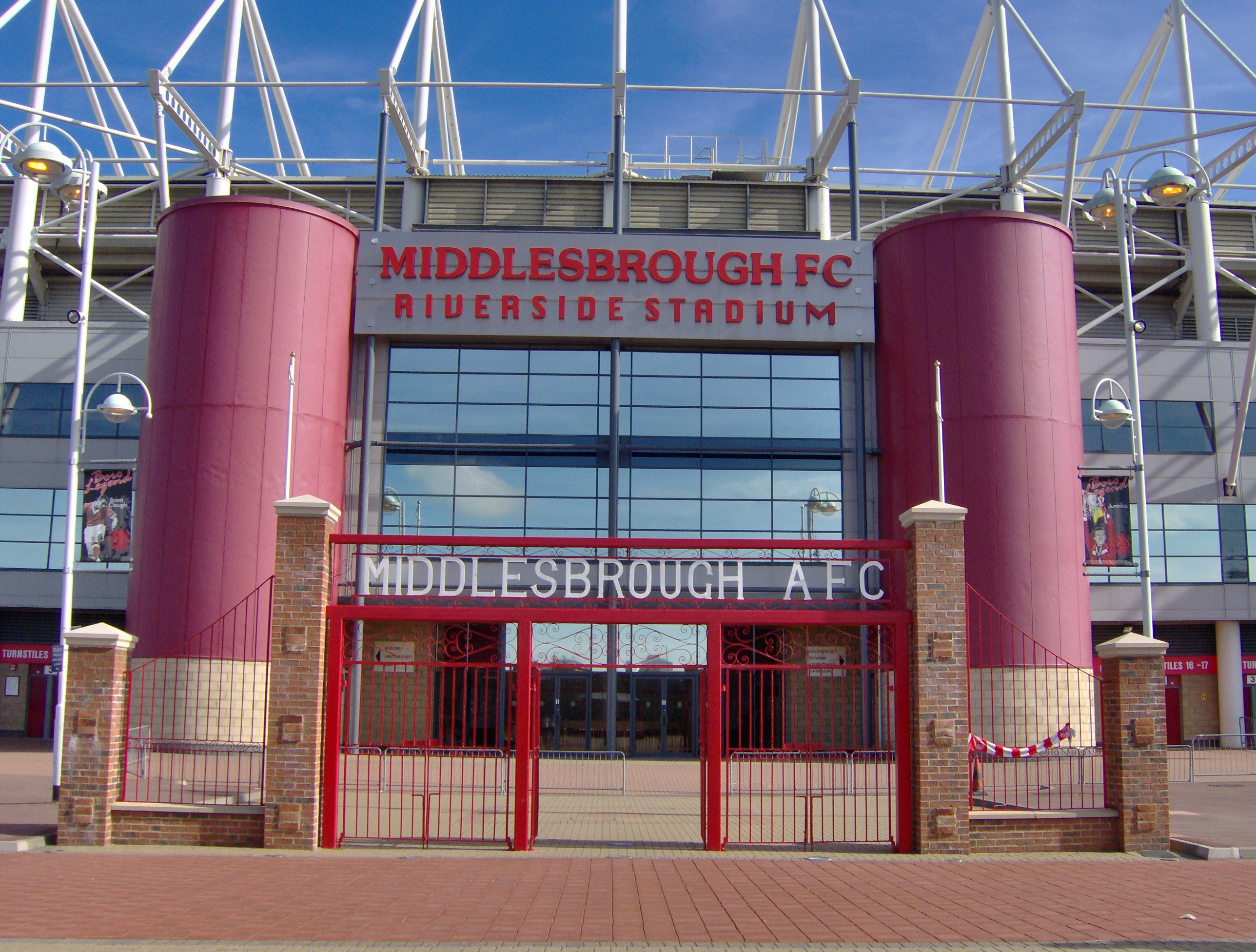
Haupteingang mit den alten Toren aus dem Ayresome Park
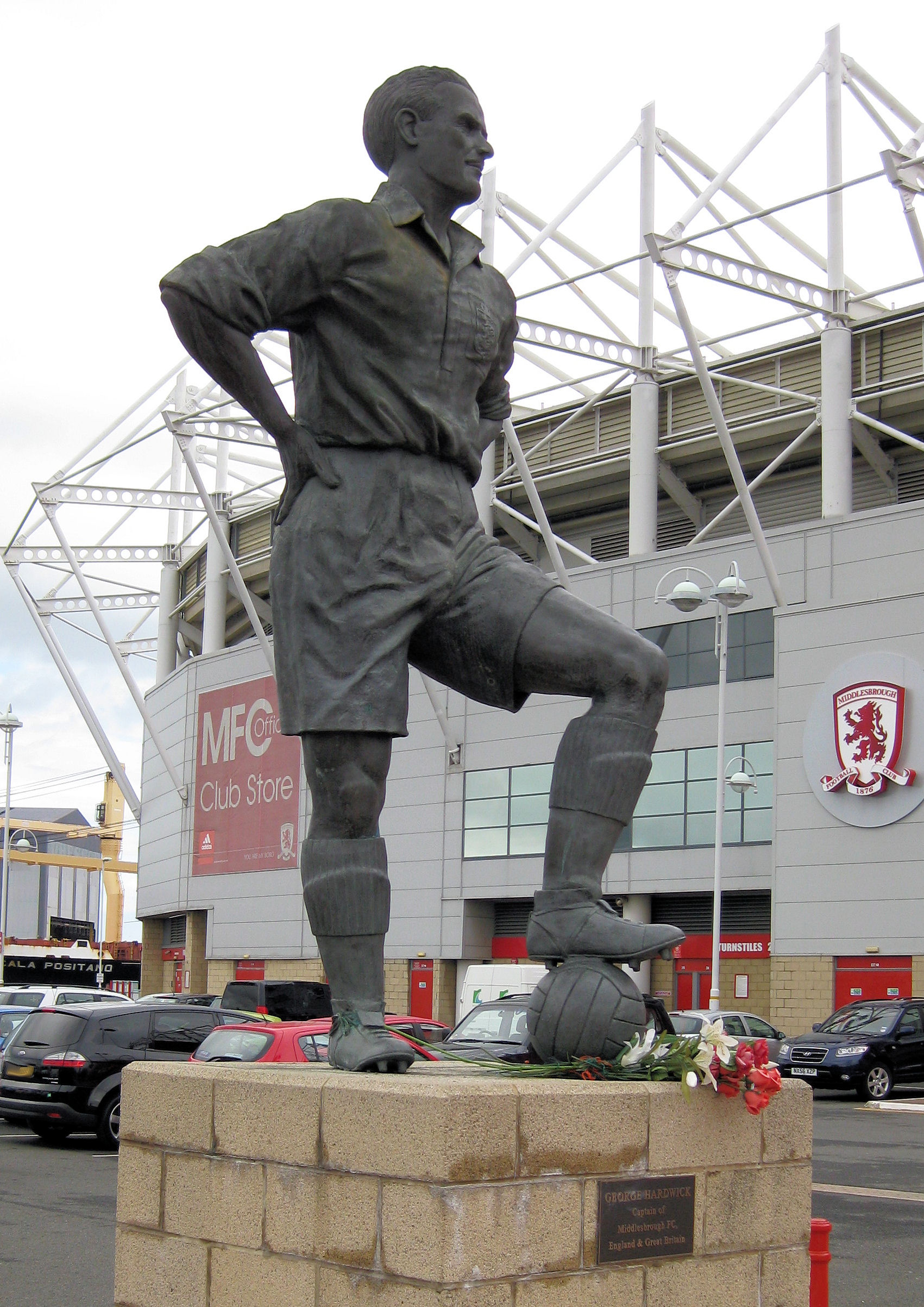
Statue von George Hardwick
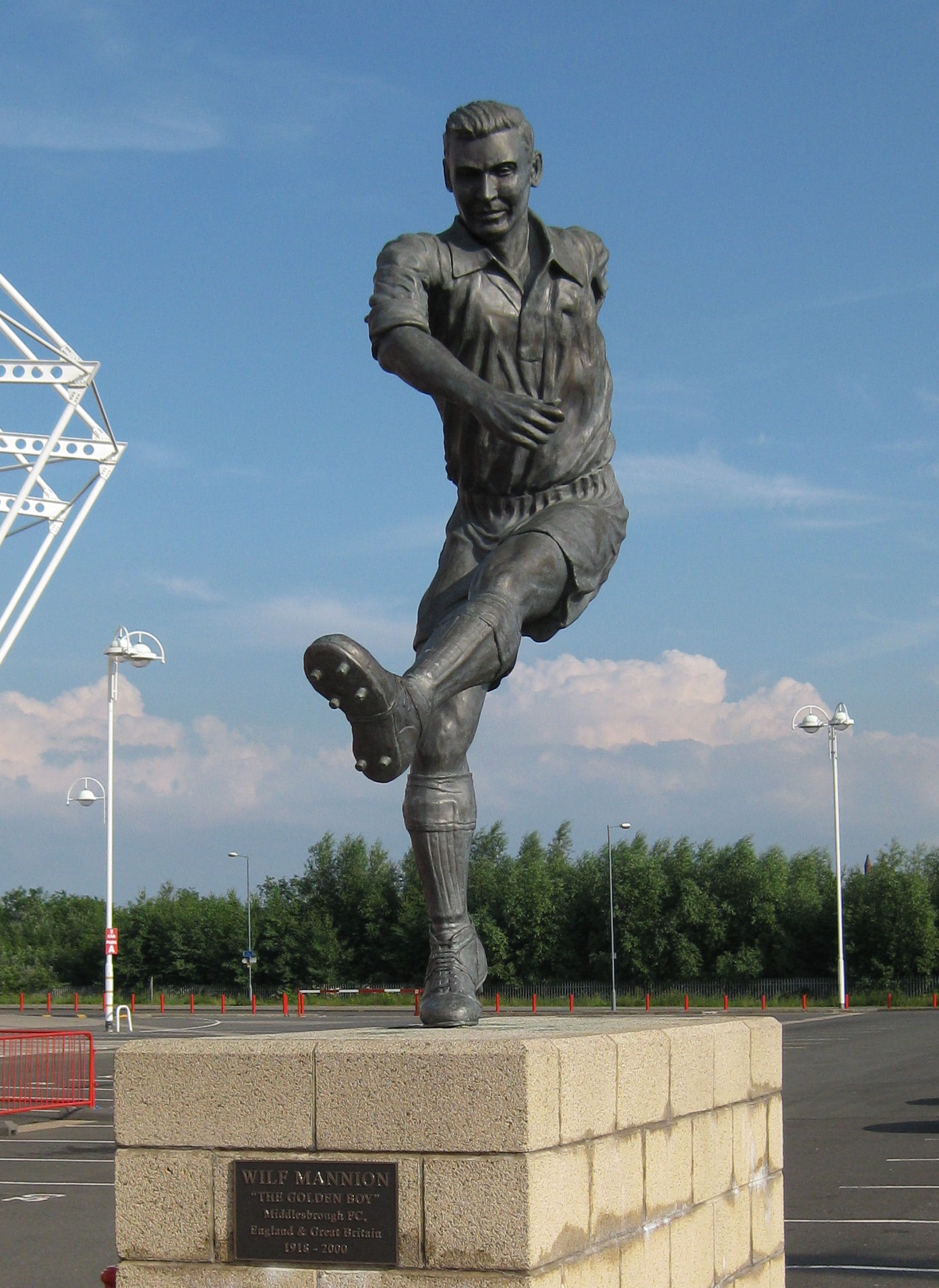
Statue von Wilf Mannion
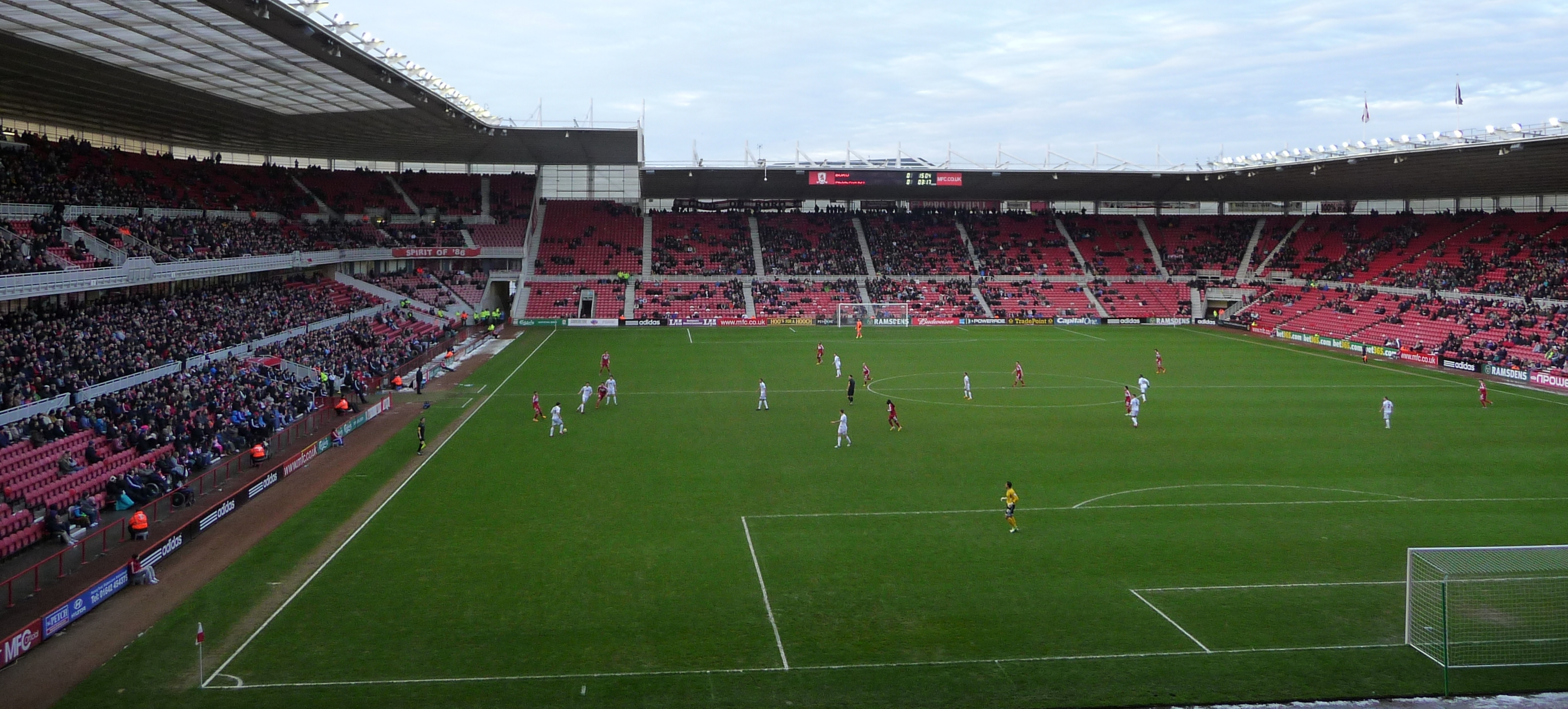
Blick in das Stadion